# Notropis atherinoides
Notropis atherinoides és una espècie de peix cipriniforme de la família dels ciprínids.

## Morfologia
Els mascles poden assolir els 13 cm de longitud total.

## Distribució geogràfica
Es troba a Nord-amèrica: des del Canadà fins a Virgínia i Texas.